# Бенкалінський рудник
Бенкалінський рудник – гірничодобувне підприємство у Актюбінській області Казахстану, створене для розробки однойменного міднопорфірового родовища.
Родовище було виявлене ще в 1968 році, проте лише на початку 21 століття за його освоєння узялась компанія KazCopper LLP, що належала зареєстрованій у США Frontier Mining Ltd. В 2010-му почались роботи по видаленню розкривних порід, середня товщина яких становить 35 метрів. Першу товарну руду отримали в 2012 році.
Ресурси руди Бенкалінського родовища за категоріями виміряні та обчислені (measured + indicated) оцінили у 215 млн тон, з яких 33 млн тон відносяться до окиснених та 182 млн тон до сульфідних. Розробка почалась із розташованих ближче до поверхні окиснених руд з подальшою переробкою їх методом кучкового вилуговування та продукуванням електролітичної катодної міді.
Frontier Mining планували почати з рівня виробництва у 5 тисяч тон катодної міді та вже за два роки вийти на показник у 21 тисячу тон. Втім, фінансові проблеми компанії (зависоке боргове навантаження), а також зависокий вміст глини у руді швидко призвели до виникнення критичної ситуації. В 2014-му реалізували лише 1,3 тисячі тон міді, а в січні 2015-го Frontier Mining повідомила про зупинку виробництва.
В 2023-му компанія "SM Minerals" подала заяву на отримання дозволу на розробку Бенкалінського родовища. У випадку здійснення її планів тривалість розробки має скласти 15 років, а максимальна глибина кар’єру досягне 168 метрів. При цьому після випрацювання окиснених руд планується видобуток сульфідних зі збагаченням методом флотації. 